# Jan II Berthout van Berlaer

Familiewapen
Berthout van Berlaer

Jan II Berthout van Berlaer (1280-1328) was heer van Helmond van 1314-1328. Hij was lid van een gegoede Mechelse familie.
Jan II was de zoon van Jan I Berthout van Berlaer en Maria van Mortagne. Iets voor 1300 trouwde hij met Elisabeth van den Berghe en na 1320 met Margaretha van Heverlee. De zoon van Jan II en Elisabeth was Lodewijk III Berthout van Berlaer.
Hij verkreeg op 13 juli 1314 de heerlijkheid in leen uit handen van de hertog. Deze was toen nog maar 14 jaar, maar liet zich adviseren door Floris Berthout, die heer van Mechelen was en een neef van Jan I.
Jan II was tevens heer van Keerbergen en had enkele bezittingen bij Mechelen en Lier. Hiertoe behoorde de heerlijkheid Berlaar.
Jan II was de eerste van een reeks heren uit de familie Van Berlaer, alvorens de heerlijkheid zou overgaan naar de familie Cortenbach. Hij werd opgevolgd door zijn zoon, Lodewijk III Berthout van Berlaer.
Jan II werd begraven in de Abdij van Binderen.